# 대한민국 민사소송법 제233조
대한민국 민사소송법 제233조는 당사자의 사망으로 말미암은 중단에 대한 민사소송법 조문이다.

## 조문
제233조 (당사자의 사망으로 말미암은 중단) ①당사자가 죽은 때에 소송절차는 중단된다. 이 경우 상속인·상속재산관리인, 그 밖에 법률에 의하여 소송을 계속하여 수행할 사람이 소송절차를 수계(受繼)하여야 한다.

②상속인은 상속포기를 할 수 있는 동안 소송절차를 수계하지 못한다.

## 해설
당사자의 사망으로 소송절차가 중단되기 위해서는 사망시기가 소송계속 후이고, 소송물인 권리의무가 상속의 대상이 될 것으로 요하며, 사망한 당사자측에 소송대리인이 선임되어 있지 않아야 한다

## 같이 보기
- 소송수계